# Гришуков Олексій Ігорович
Олексі́й І́горович Гришуков — солдат Збройних сил України, учасник російсько-української війни. Стрілець 56-ї комендатури охорони Військово-Морських Сил Збройних Сил України, м. Одеса.

## Біографія
Призваний до лав ЗСУ під час мобілізації. З червня 2014 року протягом року виконував бойові завдання антитерористичної операції на території Донецької та Луганської областей із захисту України. Восени 2014 року брав участь в обороні Донецького аеропорту. Перебуваючи під постійним шквальним вогнем противника, пострілами з ручного протитанкового гранатомета особисто знищив два танки противника.
У жовтні 2014 року, під прикриттям артилерійського обстрілу, терористи із застосуванням броньованої техніки та мінометів почали штурм українських позицій. Під час бою з переважаючими силами противника Олексій виявив позицію кулеметного розрахунку ворога, обійшов його з флангу та знищив, проте й сам дістав осколкове поранення плеча. Попри поранення, з бою не вийшов та понад годину стримував наступ противника до підходу підкріплення.

## Нагороди
- 6 жовтня 2014 року за особисту мужність і героїзм, виявлені у захисті державного суверенітету та територіальної цілісності України, вірність військовій присязі під час російсько-української війни нагороджений орденом «За мужність» III ступеня.
- 22 жовтня 2015 року нагороджений дипломом лауреата І ступеня щорічної Премії Одеської обласної ради талановитій молоді за особисті досягнення у різних сферах суспільного життя, а саме — за І місце в номінації «За особисту мужність».